# Evaton
Evaton ist ein Township im Distrikt Sedibeng in der Provinz Gauteng in Südafrika. Im Jahr 2011 betrug die Einwohnerzahl 132.851 Personen.

## Geographie
Evaton liegt etwa 35 Kilometer südwestlich von Johannesburg und schließt sich direkt an das südlich gelegene Sebokeng an. Weiter im Südosten befindet sich das aus den Städten Vereeniging, Vanderbijlpark und Sasolburg gebildete Industriegebiet, das „Vaal-Dreieck“ (Vaal Triangle). Meyerton im Osten ist rund 15 Kilometer entfernt. Die Nationalstraße N1 tangiert den Ort im Westen. Der Fluss Vaal fließt etwa 20 Kilometer entfernt im Süden.

## Geschichte
Evaton wurde im Jahre 1904 gegründet und diente als Township vorwiegend als Wohnort für Schwarzafrikaner. Aufgrund von sozialen Ungerechtigkeiten kam es oft zu gewaltsamen Auseinandersetzungen zwischen Sicherheitskräften und den Einwohnern, insbesondere in den Jahren 1984 und 1985. Eine detaillierte Schilderung der Verhältnisse zu dieser Zeit in den Townships von Evaton und Sebokeng wurde von dem Priester Patrick Noonan verfasst. Nach Ende der Apartheid beruhigte sich die Lage weitgehend. Im Mai 2013 kam es jedoch aus nicht zu ergründendem Anlass in Evaton und Sebokeng zu Zusammenrottungen von Jugendlichen, die Straßen blockierten und Geschäfte plünderten, wodurch es zu zahlreichen Verhaftungen kam.
Im Finanzjahr 2004/2005 wurde von der Regierung ein Stadterneuerungsprogramm zur Verbesserung der Lebensqualität unter dem Namen Evaton Renewal Project  begonnen.

## Demographische Daten
Die im Jahre 2001 ermittelte Einwohnerzahl von 143.157 Personen setzte sich wie folgt zusammen: 99,49 % Schwarzafrikaner, 0,05 % Weiße, 0,45 % Coloured und 0,01 % Asiaten. Hauptsprache zu diesem Zeitpunkt war Sesotho mit 60,14 %, gefolgt von isiZulu mit 21,61 %,  isiXhosa mit 9,16 %, Setswana mit 3,69 %, Sepedi mit 1,27 %,  Afrikaans mit 0,55 %, Englisch mit 0,14 % sowie weiteren Sprachen mit 3,44 %.

## Söhne und Töchter der Stadt
- Zithulele Patrick Mvemve (1941–2020), römisch-katholischer Geistlicher und Bischof von Klerksdorp